# Emily Baldoni
Emily Baldoni (Upsália, 3 de agosto de 1984) é uma atriz sueca que atualmente vive em Los Angeles. Antes do seu casamento, ela foi creditada com o nome Emily Foxler, uma variante ortográfica do seu nome de nascimento, Emily Fuxler. Ela é mais conhecida por seu papel principal no filme Coherence (2013). Ela é casada com o ator e diretor Justin Baldoni. Em 27 de junho de 2015, ela deu à luz a sua primeira filha, Maiya Grace Baldoni.

## Filmografia

### Televisão
| Ano  | Título                                     | Papel                               | Nota                                   |
| ---- | ------------------------------------------ | ----------------------------------- | -------------------------------------- |
| 2014 | Reckless                                   | Nancy Davis                         | 4 episódios                            |
| 2014 | Major Crimes                               | Cynthia                             | Episódio "Flight Risk"                 |
| 2014 | NCIS: Los Angeles                          | Olivia Brunson                      | Episódio "Three Hearts"                |
| 2014 | Agents of S.H.I.E.L.D.                     | Sofia                               | Episódio "T.R.A.C.K.S."                |
| 2013 | Mob City                                   | Claire Harmony                      | Episódio "His Banana Majesty"          |
| 2013 | Castle                                     | Svetlana Renkov                     | Episódio "Need to Know"                |
| 2013 | The Glades                                 | Lily Truster (codinome: Inna Szabo) | Episódio "Gypsies, Tramps and Thieves" |
| 2012 | Mad Men                                    | Emily                               | Episódio "The Phantom"                 |
| 2012 | Men at Work                                | Mesera                              | Episódio "Pilot"                       |
| 2012 | Rules of Engagement                        | Stephanie                           | Episódio "A Big Bust"                  |
| 2011 | Rizzoli & Isles                            | Sage Molette                        | Episódio "Bloodline"                   |
| 2011 | CHAOS                                      | Masha Dratchev                      | Episódio "Love and Rockets"            |
| 2011 | Human Target                               | Julia                               | Episódio "Marshall Pucci"              |
| 2010 | The Mentalist                              | Heather Rade                        | Episódio "Cackle-Bladder Blood"        |
| 2010 | Three Rivers                               | Jill Hollis                         | Episódio "Case Histories"              |
| 2010 | Legend of the Seeker                       | Hermana Nicci                       | 3 episódios                            |
| 2009 | CSI: Crime Scene Investigation             | Pam Harris                          | 2 episódios                            |
| 2009 | Bones                                      | Lena Brodsky                        | Episódio "The Bond in the Boot"        |
| 2009 | Hallo Hollywood                            | Charlotte Westerlund                | -                                      |
| 2009 | Without a Trace                            | Monica Swall                        | Episódio "Daylight"                    |
| 2009 | CSI: Miami                                 | Cynthia Lang                        | Episódio "Wolfe in Sheep's Clothing"   |
| 2009 | NCIS: Naval Criminal Investigative Service | Secretaria                          | Episódio "Bounce"                      |
| 2008 | Crash                                      | Kathy                               | Episódio "Episode One"                 |
| 2008 | How I Met Your Mother                      | Claudette                           | Episódio "Intervention"                |
| 2008 | Burn Notice                                | Katya                               | Episódio "Comrades"                    |
| 2007 | CSI: NY                                    | Emma Blackstone                     | Episódio "One Wedding and a Funeral"   |

### Cinema
| Ano  | Título                     | Papel  | Nota |
| ---- | -------------------------- | ------ | --- |
| 2013 | Coherence                  | Em     | Juntamente com Maury Sterling, Nicholas Brendon, Elizabeth Gracen, Alex Manugian e Lauren Maher                     |
| 2013 | Automotive                 | Lonely | Juntamente com Will Estes, Matthew del Negro, Tessa Thompson e Ross McCall                                          |
| 2009 | Ghosts of Girlfriends Past | Nadja  | Juntamente com Matthew McConaughey, Jennifer Garner, Michael Douglas, Breckin Meyer, Lacey Chabert e Robert Forster |
| 2008 | Killer Pad                 | Lucy   | Juntamente com Daniel Franzese, Eric Jungmann, Shane McRae, Jeff Bryan Davis, Noureen DeWulf e Corri English        |

### Outros trabalhos
| Ano  | Título                          | Nota                                    |
| ---- | ------------------------------- | --------------------------------------- |
| 2013 | My Last Days: Meet Shane Burcaw | documentário - coordenadora de produção |

## Teatro
| Ano  | Obra                       | Papel     | Diretor(a)    |
| ---- | -------------------------- | --------- | ------------- |
| 2003 | The House of Bernarda Alba | Magdalena | Lena Hellborg |
| 2003 | Bloo Wedding               | -         | Lena Hellborg |
| 2003 | Yerma                      | -         | Lena Hellborg |
| 2002 | Easter Wedding             | Malin     | Maria Flink   |
| 2001 | The Family                 | Linn      | Maria Flink   |
| 2000 | Café Surprise              | -         | Maria Flink   |
| 1999 | Macbeth                    | -         | Maria Flink   |